# Малюк Василь Васильович
Васи́ль Васи́льович Малю́к (28 лютого 1983 , Коростишів, Житомирська область ) — український військовик, генерал-лейтенант, Голова Служби безпеки України з 7 лютого 2023 року (до того з 18 липня 2022 року — в.о. голови СБУ). Член РНБО (з 4 серпня 2022), входить до складу Ставки Верховного головнокомандувача з 16 серпня 2022 р. (як перший заступник Голови СБУ, з 14 лютого 2023 р. — як Голова СБУ). Учасник бойових дій, кандидат юридичних наук. Герой України (8 травня 2025). Відзначений у Списку лідерів України УП-100 у 2023 та 2024 роках. Командир спеціальної операції «Павутина».

## Життєпис
Народився 28 лютого 1983 року в Коростишеві Житомирської області. З 2001 року розпочав військову службу в органах державної безпеки. У 2005 році закінчив Національну академію Служби безпеки України за спеціальністю «Правознавство». Згодом здобув науковий ступінь кандидата юридичних наук. «З дитинства я мріяв стати спецслужбістом. З 9-го класу я готував себе до цього і фізично, і розумово. Активно займався спортом і юриспруденцією», — розповів він про себе в одному з інтерв'ю..

### Кар'єра
За час служби в регіональних управліннях СБУ обіймав посади від оперуповноваженого до заступника начальника управління — начальника відділу з боротьби з корупцією та організованою злочинністю.
З 2014 року брав участь в АТО на Донбасі, нагороджений відзнакою Президента України.
З січня 2020 року по 13 березня 2020 року — перший заступник начальника Головного управління по боротьбі з корупцією та організованою злочинністю СБУ. Перший заступник Голови СБУ — начальник ГУ по боротьбі з корупцією та організованою злочинністю Центрального управління СБУ (з 13 березня 2020 року по 26 липня 2021 року).
З 16 по 27 лютого 2022 року — заступник міністра внутрішніх справ, а з 28 лютого по 3 березня 2022 року — заступник Голови Служби безпеки України. 3 березня 2022 року указом Президента України призначений першим заступником Голови Служби безпеки України. З 18 липня 2022 по 7 лютого 2023 — тимчасовий виконувач обов'язків Голови Служби безпеки України.
25 березня 2022 року Малюку присвоєно звання бригадного генерала,, 1 грудня 2022 року — звання генерал-майора, а 6 січня 2024 року — генерал-лейтенанта.

7 лютого 2023 року за поданням Президента України Володимира Зеленського Верховна Рада проголосувала за призначення Василя Малюка на посаду Голови Служби безпеки України.. На засіданні ВРУ щодо свого призначення Малюк заявив:
Ми показали усьому світу, що таке український характер. А зараз маємо об'єднати зусилля та повернути українські території. І як голова СБУ я зроблю все для Перемоги.
В українському епосі ми шануємо такого героя, як козак Мамай. У моєму кабінеті є картина, де він з бандурою сидить на черепах ворогів України. Тож смерть — це єдина перспектива, яку ми можемо запропонувати окупантам!

### Російсько-українська війна
Під час повномасштабного вторгнення РФ до України Малюк був заступником Міністра внутрішніх справ. 24 лютого 2022 року він із колегами і бойовими побратимами виїхав назустріч ворогу в Гостомельському напрямку, щоб запобігти там висадці росіян. Робили усе, аби не дати ворогу зайти до Києва: мінували підступи, організовували вогневі засади, підтягували інструкторів, навчали молодих нацгвардійців. Також виставляли «Стугни», начиняли автомобілі вибухівкою. За кілька днів Василь Малюк повернувся до Києва, щоб організовувати безпосередньо оборону столиці.
Столиця була розбита на 10 секторів. В кожному працювали оперативно-слідчі групи Служби безпеки України, Національної поліції, а також приєднались детективи НАБУ і спецпризначенці. На будь-яку загрозу, яка виникала, миттєво реагували. Виїжджали, відпрацьовували і так далі.
Уже 28 лютого Василя Малюка призначено заступником Голови СБУ. На той час головним завданням було перерізати логістику ворогові на шляху до Києва з Чорнобильського напрямку. Для цього в лавах СБУ створили підрозділ, до якого долучилися агентурні сили. Після того як загрозу Києву нівелювали, Василь Малюк організовував виконання оперативно-бойових завдань на Донецькому, Луганському і Херсонському напрямках.
Як зазначають експерти: «Можливо, вперше в історії незалежної України СБУ очолив не політичний призначенець, а професіонал, який за короткий період показав конкретні результати роботи».
Українські експерти дедалі частіше порівнюють СБУ з ізраїльським Моссадом: «Чи стала СБУ „українським Моссадом“? Точно на шляху до цього. В активі — спецоперації найвищого рівня складності на територіях, зайнятих ворогом: від підриву Кримського мосту до вибухів на стратегічному аеродромі Мачулищі в Білорусі. Крім того, СБУ — одна із головних структур Сил оборони. Служба воює в найгарячіших точках війни — від Зміїного до Бахмуту». А іноземні ЗМІ відзначили, що місії СБУ зосереджуються не лише в тилу ворога, а й на території Росії: «Нові розвідувальні можливості України виявилися цінними з початку війни. СБУ, наприклад, отримала розвіддані про важливі російські об'єкти, що дозволило завдати ударів, у результаті яких було вбито кількох командирів і ледве оминули високопоставленого російського офіцера Валерія Герасимова.
Протягом останнього року місії служб безпеки все частіше зосереджувалися на цілях не лише в тилу ворога, але й далеко в Росії». Це стало можливим завдяки тому, що Служба безпеки суттєво переформатувала свою діяльність, зосередившись на контррозвідці і значно посиливши цей напрям.
Василю Малюку приписують планування і проведення 12 квітня 2022 року операції із затримання колишнього очільника адміністрації Президента України, підозрюваного в держзраді народного депутата Віктора Медведчука. Після всіх необхідних процесуальних дій, проведених СБУ, у вересні 2022 року Медведчука обміняли на 200 військовополонених. Загалом у результаті того обміну з російського полону вдалося повернути 215 українських захисників, зокрема й «азовців». Звільнених військовослужбовців зустрічав у Чернігівській області тогочасний т.в.о. очільника СБУ Василь Малюк.
Також серед звільнених полонених був співробітник СБУ з позивним «Бурий» з ГУ СБУ в Донецькій та Луганській областях, який разом з іншими захисниками до останнього боронив Маріуполь на Азовсталі. Василь Малюк повернув йому шеврони як символ повернення до команди Служби безпеки України.

### Отримання звання «Герой України»
У травні 2025 року Указом Президента України Василь Малюк був нагороджений найвищим званням Героя України за особисту мужність і героїзм, виявлені у захисті державного суверенітету та територіальної цілісності України, самовіддане служіння Українському народові.
Ця нагорода стала визнанням діяльності Служби безпеки України упродовж 2022—2025 років під керівництвом Василя Малюка. СБУ нарівні з іншими Силами оборони брала участь у бойових діях на найгарячіших напрямках фронту, протидіяла тероризму всередині країни та виявляла зрадників і агентів.
До вагомих результатів спецслужби під керівництвом Василя Малюка відносять:
1. Дві спецоперації з підриву Кримського мосту (2022 р. і 2023 р.), який вважався символом режиму РФ. Нині міст не виконує функцію постачання озброєння для ворога.
2. Застосування СБУ надводних дронів у спецопераціях, що започаткувало нову морську стратегію ведення війни. СБУ вразила 11 військових кораблів РФ, що сприяло відновленню зернового коридору та зменшенню домінування РФ на морі.
3. Створення в складі СБУ «антидронових» розрахунків, які діють на передовій і знищують ворожі БпЛА типу «Суперкам», «Орлан», «Зала», «Ланцет». Станом на середину травня 2025 року підтверджено знищення понад 2 тис. таких безпілотників.
4. Ураження значної кількості ворожої техніки: понад 1,7 тис. російських танків, понад 3 тис. ББМ, майже 250 засобів ППО, понад 550 засобів РЕБ, 11 військових кораблів РФ[30].
5. 1922 російські танки, 3415 ББМ, 2893 артилерійські системи, 18 літаків і гелікоптерів, 325 засобів ППО, 229 РСЗВ, 619 засобів РЕБ та сотні одиниць іншої техніки (станом на травень 2025 року). Фактично кожен восьмий танк, вражений Силами оборони, — результат роботи СБУ. Спецпризначенці ЦСО «А» СБУ регулярно очолюють рейтинг ефективних підрозділів з ураження техніки дронами.
6. За даними джерел, СБУ причетна до ліквідації воєнних злочинців РФ і зрадників, які перейшли на бік ворога. Служба безпеки офіційно не підтверджувала ці операції. В інтерв’ю телеканалу «ICTV» Василь Малюк розповів деталі воєнних злочинів, скоєних окремими зрадниками, колаборантами і воєнними злочинцями.
7. Враження СБУ майже 200 військових об’єктів на території РФ (станом на середину травня 2025 року). Серед них:

- склади боєприпасів поблизу села Чалтирь і на полігоні «Кадамовський» (обидва - Ростовська область);
- артилерійські та мінометні склади біля села Маркіне на Донеччині;
- завод ім. Свєрдлова,  який виробляє КАБи та боєголовки для ракетних комплексів ППО (Нижньогородська область);
- склад головного ракетно-артилерійського управління міноборони рф в н.п. Торопець і 23-й арсенал біля н.п. Октябрський (обидва - Тверська область);
- аеродроми «Ханська», Воронєж, Курськ, Саваслєйка, Борісоглєбск, Шайковка, Маринівка, «Липецьк-2», Морозовськ, «Кущевська» тощо;
- заводи «Базальт» (Красноармійськ, Московська обл.) і «Сплав» (м. Тула). На першому виготовляють озброєння і боєприпасів для усіх родів військ армії рф, на другому - проектують і розробляють реактивні системи залпового вогню і патрони;
- Муромський приладобудівний завод (Володимирська обл.), який спеціалізується на виробництві засобів запалювання боєприпасів, а також комплектуючих та виробів для військово-морського флоту та військової авіації рф.

Також СБУ вражала дороговартісну військову техніку РФ: літак ДРЛО А-50 на аеродромі «Мачулищі» в Білорусі, літаки на аеродромі «Кущевська», комплекси ППО С-400, РЛС «Небо СВУ» і «Небо У» тощо.
Внаслідок дронових ударів СБУ по об’єктах нафтопереробки та видобутку російські підприємства зазнали значних збитків. За оцінками НАТО, на початку 2024 року удари українських дронів вивели з ладу щонайменше 10% нафтопереробної інфраструктури Росії.
Ці дії ускладнили логістику, воєнний та економічний потенціал РФ, знизивши спроможність армії до маневрування, ведення бойових дій і координації підрозділів.

### Унікальні спецоперації
У жовтні 2022 року сталися дві важливі події, які показали вразливість Кримського мосту та Чорноморського флоту РФ і нові військові спроможності Служби безпеки України як важливої складової частини Сил оборони.

8 жовтня 2022 року стався вибух на Кримському мосту. Причетність СБУ до цієї спецоперації Василь Малюк підтвердив лише через тривалий час — 26 липня 2023 під час презентації поштової марки:
«Руйнування Кримського мосту — це одна з наших реалізацій. Переконаний, що унікальні спецоперації, які проводить СБУ, стануть сюжетами для нових марок».

Згодом Голова СБУ розповів, що розробкою та підготовкою спецоперації з підриву Кримського моста займався він ще з двома співробітниками спецслужби.
Відповідно до норм міжнародного права, до норм чинного законодавства України, звичаїв, традицій ведення війни, і виходячи з аналізу оперативної обстановки, ми просто зобов'язані там (на Кримському мосту — прим.) перерізати логістику ворогу.

У ніч проти 29 жовтня 2022 року відбулася перша в історії атака морських дронів на кораблі РФ у Севастопольській бухті. За різними оцінками, у результаті цієї спецоперації, 4 російські кораблі зазнали різних пошкоджень, в тому числі 2 фрегати-ракетоносці. 
Відносно ситуації, яка відбулася з Кримським флотом, а саме атаки водними бойовими дронами, то на широкий загал неодноразово оприлюднювалася інформація відносно того, що СБУ була відповідним автором того оперативного задуму і реалізовувала його. Це ми здійснювали пліч-о-пліч з Військово-морськими силами, а також з небайдужими нашими цивільними співгромадянами.

З того часу СБУ постійно розвиває і вдосконалює власні розробки морських дронів. Незабаром Служба безпеки України представила свою модифікацію — надводні безпілотні апарати SeaBaby («Морський малюк»). Саме ці дрони, здатні нести 850 кг бойового заряду, вразили Кримський міст вдруге — у липні 2023 року. Інші модифікації морських дронів, використані СБУ у липні 2023 року, вивели з ладу російський десантний корабель «Оленьогірський гірник» і танкер SIG у бухті Новоросійська.
Всі ці спецоперації — це наш результат. Саме Служба безпеки України була автором відповідних оперативних задумів та подальшої їх реалізації. Ми підходимо доволі виважено до кожної реалізації і кожного нашого оперативного задуму. По суті, сім раз відміряємо і один раз відрізаємо. Але робимо це швидко і мобільно. Жалимо ворога прямо в серце.
Згодом «Морські малюки» з експериментальним озброєнням вразили ракетний корабель «Самум» (вересень 2023 р.), а також носій крилатих ракет «Буян» і корабель «Павел Державин» (жовтень 2023 р.).
У результаті цих дій Силам оборони вдалося змінити розстановку сил на Чорному морі на користь України: РФ втратила домінування і була змушена вивести свої найцінніші військові кораблі із Севастопольської бухти та ховати їх у Новоросійську, а наша держава відновила зерновий коридор.
Особливістю сучасного «Sea Baby» є те, що він може використовуватися не тільки як дрон-камікадзе для враження ворожих об’єктів, а як багатоцільова платформа – для дистанційного мінування, ведення морського бою тощо.
Наприклад, у грудні 2023 року СБУ вперше використала встановлений на «Sea Baby» РСЗВ «Град», а в 2024 році – крупнокаліберні кулемети із балістичними програмами автоматичного наведення та автозахоплення цілей.
Завдяки останньому нововведенню СБУ протестувала ще один спосіб використання дронів: у грудні 2024 року кілька «Sea Baby» вступили у морський бій із російськими вертольотами, літаками та патрульними катерами «Раптор», коли ті намагалися їх знешкодити.
Перехоплений СБУ російський радіообмін засвідчив, що на бортах вертольотів були втрати, а самі вони отримали значні пошкодження і тепер потребують капітального ремонту.
Говорячи про морський компонент, варто сказати, що 2024 рік був доволі непростий. Але ми з колегами з ГУР багато показали в морі: не допустили відновлення домінування там російської федерації. Сьогодні наші дрони – це не просто дрони, які працюють в режимі камікадзе, а багатоцільові платформи, які на собі несуть і кулеметне озброєння, і FPV-дрони та інші засоби, а також використовуються для дистанційного мінування.
СБУ проводить унікальні спецоперації зі знищення ворога на полі бою, а також системно працює над ураженням військових об’єктів вглибині РФ.
Задля максимальної ефективності СБУ розробила власні унікальні методики і тактики застосування різних типів БпЛА та боєприпасів до них для чітко визначених дистанцій і цілей. Також запровадила якісну підготовку відповідних команд управління.
Президент України поставив перед нами завдання, і нами були розроблені відповідні методологія й тактика використання безпілотних повітряних систем. СБУ працює на лінії фронту і вглиб від неї в тил ворога на 20 км, 20-40 км, 40-80 км, 80-120 км і 120+ км. Якраз 120+ – це так звані deep strike - дальнобійні операції. Під кожну відстань і дистанцію у нас виросли фахові оператори і є відповідні засоби ураження. Робота бойових БпЛА – це, по суті, 85% знищення живої сили супротивника, його бойової техніки і бронетехніки.
Ще одним вдалим військовим рішенням, випробуваних СБУ в бою на окремих ділянках фронту, є поєднання дронно-штурмових операцій. Вони проводяться у тісній взаємодії між СБУ та іншими підрозділами Сил оборони, дозволяючи здійснювати високоточне ураження ворожих цілей з мінімальними ризиками для українських захисників.
Прикладом такої дронно-штурмової операції стало захоплення спецпризначенцями СБУ опорного пункту ворога біля населеного пункту Свердлікове на Курщині в серпні 2024 року.
Як розповів тоді Василь Малюк, тоді в ході жорстоких боїв спецпризначенцям одномоментно вдалося захопити в полон 102 військовослужбовців РФ і таким чином суттєво поповнити обмінний фонд.
Керував проведенням операції «Павутина» з ураження російської стратегічної авіації в ході повномасштабної російсько-української війни. Ціллю операції стали 5 аеродромів на території РФ: «Оленья» в Мурманській, «Біла» в Іркутській, «Дягілєво» в Рязанській, «Іваново» в Іванівській та «Українка» в Амурській областях. Удар по авіабазі «Біла», розташованій у близько 4400 км від кордону з Україною, став першою українською атакою по об'єктах у Сибіру в ході російсько-української війни та найуспішнішою атакою на російську авіацію в ході війни.

### Очищення
Під керівництвом Василя Малюка організовано комплексне очищення від зрадників і російських агентів всередині країни, і в тому числі — в лавах самої спецслужби.
Ми викрили більше 300 зрадників з початку повномасштабного вторгнення. Із них — 9 в СБУ і 102 — в Силах оборони загалом… Затримання Кулініча — якраз один із прикладів системної роботи з очищення СБУ. Можу про це говорити, бо розробкою і затриманням зрадника я керував особисто за завданням Президента України, доповідав йому про хід справи. Це була безпрецедентна, довготривала і секретна операція. Ми працювали разом зі ще одним співробітником Служби. «Вели» Кулініча близько року, а затримували вже разом з ДБР, оскільки за законом такі питання є функціоналом колег.
На початку лютого 2025 року СБУ викрила у своїх лавах ще одного «топщура», який працював на ФСБ. Зрадником виявився один із посадовців Антитерористичного центру СБУ — керівник Штабу АТЦ.
Василь Малюк особисто керував його затриманням і входив до оперативно-слідчої групи. Причому СБУ не просто викрила ворожого агента, але й використала його у контррозвідувальній грі: через зрадника Служба безпеки насичувала ворога великим масивом дезінформації.
Зрадник уже тривалий час знаходився у розробці співробітників внутрішньої безпеки СБУ. Ми фактично оточили його з усіх боків, цілодобово контролювали кожен крок «щура» – контакти, спілкування, переписки, буквально «жили» в його телефоні, він постійно перебував під аудіо- та відеоспостереженням. Нейтралізація такого зрадника – без перебільшення – історична спецоперація, зважаючи на рівень агента, його професійну підготовку і той масштаб шкоди, який він потенційно міг би завдати державній безпеці під час війни.
Загалом з початку повномасштабної війни СБУ викрила і знешкодила 102 російські агентурні мережі, зокрема й ті, що готували замахи на вище військово-політичне керівництво, запобігла низці терактів.
Упродовж 2022—2023 років СБУ провела низку гучних розслідувань, після чого оголошено підозри деяким українським олігархам і народним депутатам. Серед яких, зокрема:
- бізнесмен Ігор Коломойський — за незаконне заволодіння 5,8 млрд грн у період з 2013 по 2014 роки.[42]
- бізнесмен Дмитро Фірташ і топменеджмент його компаній — за привласнення газу із газотранспортної системи України.[43]
- підсанкційний олігарх Павло Фукс — за масштабні фінансові махінації зі стратегічними підприємствами України та систематичне ухилення від податків.[44]
- голова Комітету Верховної Ради з питань свободи слова Нестор Шуфрич — за державну зраду.[45]
- депутат Верховної Ради Олександр Пономарьов — за державну зраду.[46]
- депутат Верховної Ради Олександр Дубінський — за державну зраду та незаконне переправлення осіб через державний кордон.[47][48]

Боротьбу СБУ з внутрішніми ворогами Василь Малюк прокоментував так:
Ми виконуємо завдання, поставлене Президентом України Володимиром Зеленським, і синхронно завдаємо глобального удару по внутрішньому ворогу. І яскраве свідчення цьому — масові обшуки, вручення підозр та затримання зловмисників різного калібру. Це тільки перший етап тієї комплексної і системної роботи, яку вже проводить Служба безпеки. Й ми не плануємо зупинятися! Кожен злочинець, який має зухвалість шкодити Україні, особливо в умовах війни, повинен чітко усвідомити — ми вдягнемо кайданки йому на руки. СБУ докладе до цього максимум зусиль.
Щоб очистити від російського впливу й церковне середовище, восени 2022 року СБУ спільно з іншими правоохоронцями розпочала комплексні безпекові та контррозвідувальні заходи у храмах і монастирях УПЦ (Московського патріархату) у всіх регіонах України. За це ЗМІ почали називати Малюка «борцем з агентурою в рясах». Станом на листопад 2023 року, за матеріалами СБУ розпочато 68 кримінальних проваджень щодо представників УПЦ (МП), з яких 14 — митрополити церкви. Серед викритих злочинів — 20 фактів держзради, колабораціонізму та пособництва країні-агресору.
У листі до комітету Верховної Ради з гуманітарної та інформаційної політики від 28 вересня Голова СБУ Василь Малюк запропонував народним депутатам розширити перелік передбачених законом підстав для винесення судової заборони на діяльність на території України релігійних організацій, уповноважені особи яких засуджені за скоєння злочинів проти основ національної безпеки України. Така кількість кримінальних проваджень щодо священнослужителів стала однією з підстав для голосування Верховною Радою у першому читанні закону, що обмежить діяльність в Україні церков, які керуються з держави-агресора.

## Інше
У вересні 2021 року Василь Малюк був присутній на святкуванні дня народження заступника керівника Офісу Президента Олега Татарова, про що повідомила «Українська правда». Розслідування «Громадського» від 29 серпня 2023 року стверджує, що окремі заступники голови СБУ Івана Баканова звітували Татарову на початку повномасштабного вторгнення.
Декларація Василя Малюка за 2021 рік, опублікована на сайті НАЗК, містить дані про будинок площею 230 м², кілька квартир, земельні ділянки, автомобіль Lexus LX470, кошти на банківських рахунках у розмірі мільйонів гривень та 90 тисяч доларів готівкою. Деякі журналісти та активісти висловлювали запитання щодо джерел походження цих статків, однак офіційних висновків НАЗК чи інших органів про невідповідність доходів не опубліковано.

## Військові звання
- Бригадний генерал (25 березня 2022 року)
- Генерал-майор (1 грудня 2022 року).
- Генерал-лейтенант (6 січня 2024 року).

## Нагороди та відзнаки
- звання Герой України з врученням ордена «Золота Зірка» (8 травня 2025) — за особисту мужність і героїзм, виявлені у захисті державного суверенітету та територіальної цілісності України, самовіддане служіння Українському народові[6].
- Відзнака Президента України «Хрест бойових заслуг»[55]
- Орден «За мужність» III ст.[55]
- Відзнака Президента України «За участь в антитерористичній операції» (за сумлінне ставлення до виконання службових обов'язків у районі проведення антитерористичної операції);
- Відомчі заохочувальні відзнаки СБУ — нагрудні знаки «За доблесть», «За відвагу», «Відзнака Служби безпеки України»;
- Відомча заохочувальна відзнака СБУ «Вогнепальна зброя» (за доблесть і самовідданість, виявлені при виконанні службового обов'язку).

## Цитати
Ми змінюємо підходи до роботи. Не просто стримуємо ворога, а діємо на випередження. Скажу коротко: будуємо нову і сучасну модель державної безпеки — з урахуванням досвіду війни. Закладаємо фундамент для реформи СБУ. Ми хочемо створити правильну, боєздатну контррозвідувальну модель. — про модель роботи СБУ
Я гарантую: бавовна палала, палає і буде палати! — про знищення ворога
 Це моє життєве кредо: перш за все вичистити лави Служби. Самоочищення — це те, з чого починається кожен робочий день і кожна робоча нарада у мене… Ми можемо проводити багато мегавдалих операцій, планувати їх, але якщо в нас, вибачте, на борту знаходиться один щур, який своєчасно інформує ворога, то зводиться нанівець весь оперативний задум і наражається на небезпеку весь особовий склад. — про очищення Служби
 Ми робимо все, щоб показати світу не емоції, а чітку доказову базу, яка зрештою приведе путіна до заслуженого фіналу на лаві підсудних. путін однозначно заслуговує на міжнародний трибунал. — про притягнення воєнних злочинців РФ до відповідальності
 Загрався, закрався, зазнався. Це — бункерний дід. Він реально живе в своєму хворобливому світі, і його спіткає 2 варіанти: або лава підсудних в Гаазі, або безславна смерть десь в бункері на Алтаї. — про перспективи путіна
 Таке затримання (коригувальника російського ракетного удару по Краматорську) — це сигнал для всіх інших коригувальників і зрадників, які працюють на ворога. Запам'ятайте — покарання невідворотне! — про відповідальність за злочини 
 Колаборантам я можу сказати одне: в українській мові є таке прислів'я — нехай краще двоє ведуть, а не четверо несуть. Якщо вони прийдуть явкою з повинною, це буде в їх інтересах, бо вони би зберегли своє життя. — про невідворотність покарання колаборантів
 Якщо людина в рясі і з кадилом — це не є ні пом'якшувальною обставиною при вчиненні злочину, ні обтяжливою. У нас немає жодного упередженого ставлення: ми маємо вичистити середовище ворожих кротів в рясах. — про очищення церковного середовища

### Інтерв’ю та виступи
- Керівник СБУ Малюк: Просто ми, українці, дуже любимо бавовну. Інтерфакс-Україна, 27 жовтня 2022 року
- Букет бавовни від очільника СБУ. Телеканал «1+1», 21 грудня 2022 року
- From war crimes, to spies and cyberattacks: Ukraine's domestic spy chief on fighting Russia across all fronts. Independent, 28 лютого 2023 року
- Голова СБУ Василь Малюк: Ми знешкоджуємо мережі зрадників, які росія готувала 30 років. Інтерфакс-Україна, 21 квітня 2023 року
- Рік. За кадром. Спецслужбіст. Спецпроєкт Дмитра Комарова. Світ навиворіт, 26 травня 2023 року
- The moment Ukraine used an experimental drone to attack a Russian bridge. CNN, 15 серпня 2023 року
- Міст, що луснув. Шеф СБУ Василь Малюк уперше детально розповів про те, як його команда двічі підривала Кримський міст. New Voice, 19 серпня 2023 року
- Ukraine Identifies Men It Says Called in Deadly Missile Strike. The Wall Street Journal, 11 жовтня 2023 року
- Ukrainian spies with deep ties to CIA wage shadow war against Russia. The Washington Post, 23 жовтня 2023 року
- Атаки кораблів РФ морськими дронами «Sea Baby»: підрив значної частини флоту та Кримського мосту. Телеканал «ICTV», 26 березня 2024 року
- Малюк ошелешив заявою щодо РФ. Телеканал «24 канал», 23 лютого 2025 року